# Pimelea suteri
Pimelea suteri är en tibastväxtart som beskrevs av T. Kirk. Pimelea suteri ingår i släktet Pimelea och familjen tibastväxter. Inga underarter finns listade i Catalogue of Life.